# Greater Anglia
Abellio Greater Anglia Ltd. – brytyjski przewoźnik kolejowy działający pod marką Greater Anglia, należący do przedsiębiorstwa Abellio, które z kolei jest własnością Nederlandse Spoorwegen. Spółka obsługuje połączenia pasażerskie na terenie regionu East of England oraz Wielkiego Londynu. Siedziba przedsiębiorstwa mieści się w Londynie.
Przedsiębiorstwo rozpoczęło działalność w lutym 2012 roku, zastępując dotychczasowego przewoźnika – National Express East Anglia. Greater Anglia zatrudniała w 2012 roku około 3000 pracowników i obsługiwała około 43 000 połączeń miesięcznie, z których korzystało około 2 000 000 pasażerów tygodniowo.